# Liste des U-Boote allemands de la Première Guerre mondiale

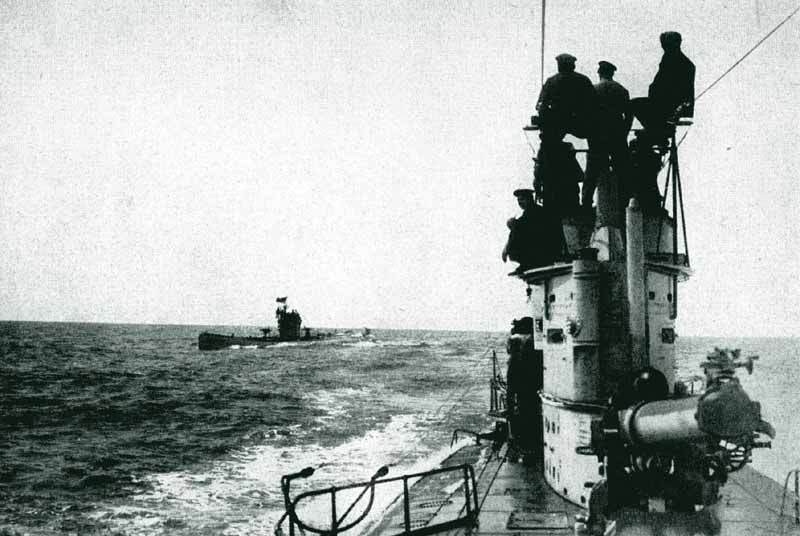
Les U-52 et U-35 en surface en 1916.

Voici la Liste des U-Boote de la Première Guerre mondiale utilisé par la Kaiserliche Marine.
En août 1914, l'Allemagne possède 14 sous-marins de plusieurs classes différentes : à propulsion à essence (Körting), à la vapeur, et au Diesel (Mittel-U) pour usage côtier et semi-hauturier.
Plus de 5 400 navires furent coulés durant la Première Guerre mondiale, dont environ 4 800 par des submersibles. 177 sous-marins furent coulés par des navires, 497 par des mines flottantes ou immergées. La Marine impériale allemande en perdit 202 sur 375 lancés.

## Légendes
- †  = Détruit par l'ennemi
- ?  = Disparu
- §  = Rendu à l'ennemi ou capturé
- ×  = Accident ou coulé
- R  = Retiré du service (mis à la casse, démolition ou autre opération)

## U-Boote

### U-1 à U-100

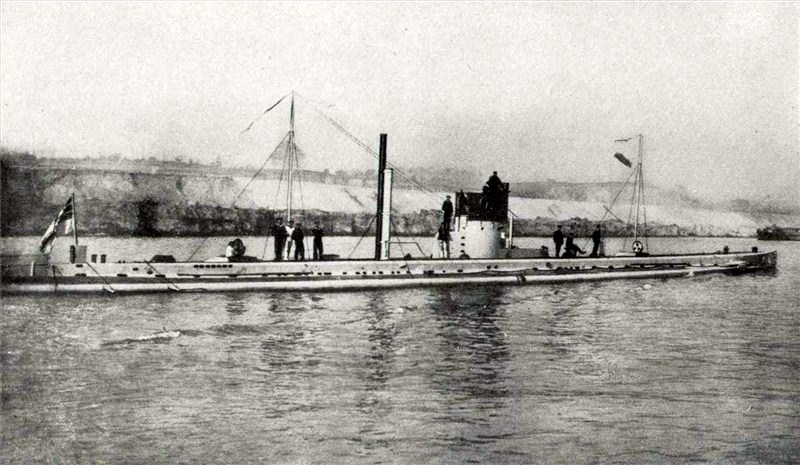
Le U-9.

| Désignation | Type | Mis en service    | Mis hors service      |
| ----------- | ---- | ----------------- | --------------------- |
| U-1         | U 1  | 14 décembre 1906  | R 19 février 1919     |
| U-2         | U 2  | 18 juillet 1908   | R 11 novembre 1918    |
| U-3         | U 3  | 29 mai 1909       | R 1er décembre 1918   |
| U-4         | U 3  | 29 mai 1909       | R 1er décembre 1918   |
| U-5         | U 5  | 2 juillet 1910    | ? 18 décembre 1914    |
| U-6         | U 5  | 12 août 1910      | † 15 septembre 1915   |
| U-7         | U 5  | 18 juillet 1911   | x 21 janvier 1915     |
| U-8         | U 5  | 18 juin 1911      | † 4 mars 1915         |
| U-9         | U 9  | 18 avril 1910     | § 26 novembre 1918    |
| U-10        | U 9  | 31 août 1911      | ? 30 juin 1916        |
| U-11        | U 9  | 21 septembre 1910 | † 9 décembre 1914     |
| U-12        | U 9  | 13 août 1911      | † 10 mars 1915        |
| U-13        | U 13 | 25 avril 1912     | ? 12 août 1914        |
| U-14        | U 13 | 24 avril 1912     | † 5 juin 1915         |
| U-15        | U 13 | 7 juillet 1912    | † 9 août 1914         |
| U-16        | U 16 | 28 décembre 1911  | x 8 février 1919      |
| U-17        | U 17 | 3 novembre 1912   | A 27 janvier 1919     |
| U-18        | U 17 | 17 novembre 1912  | † 23 novembre 1914    |
| U-19        | U 19 | 6 juillet 1913    | § 24 novembre 1918    |
| U-20        | U 19 | 5 août 1913       | x 4 novembre 1916     |
| U-21        | U 19 | 22 octobre 1913   | x 22 février 1919     |
| U-22        | U 19 | 25 novembre 1913  | § 1er novembre 1918   |
| U-23        | U 23 | 11 septembre 1913 | † 20 juillet 1915     |
| U-24        | U 23 | 6 décembre 1913   | § 22 novembre 1918    |
| U-25        | U 23 | 9 mai 1914        | § 23 février 1919     |
| U-26        | U 23 | 20 mai 1914       | ? août/septembre 1915 |
| U-27,       | U-27 | 8 mai 1914        | † 19 août 1915        |
| U-28        | U 27 | 26 juin 1914      | x 2 septembre 1915    |
| U-29        | U 27 | 1er août 1914     | † 18 mars 1915        |
| U-30        | U 27 | 26 août 1914      | § 22 novembre 1918    |
| U-31        | U 31 | 18 septembre 1914 | ? 13 janvier 1915     |
| U-32        | U 31 | 3 septembre 1914  | † 8 mai 1918          |
| U-33        | U 31 | 27 septembre 1914 | § 16 janvier 1919     |
| U-34        | U 31 | 5 octobre 1914    | ? 18 octobre 1918     |
| U-35        | U 31 | 3 novembre 1914   | § 26 novembre 1918    |
| U-36        | U 31 | 14 novembre 1914  | † 24 juillet 1915     |
| U-37        | U 31 | 9 décembre 1914   | ? 30 avril 1915       |
| U-38        | U 31 | 15 décembre 1914  | § 23 février 1919     |
| U-39        | U 31 | 13 janvier 1915   | § 18 mai 1918         |
| U-40        | U 31 | 14 février 1915   | † 23 juin 1915        |
| U-41        | U 31 | 1er février 1915  | † 24 septembre 1915   |
| U-42*       |      | 8 août 1915       | † 14 juillet 1916     |
| U-43        | U 43 | 30 avril 1915     | § 20 novembre 1918    |
| U-44        | U 43 | 7 mai 1915        | † 12 août 1917        |
| U-45        | U 43 | 9 octobre 1915    | † 12 septembre 1917   |
| U-46        | U 43 | 17 décembre 1915  | § 26 novembre 1918    |
| U-47        | U 43 | 28 février 1916   | x 28 octobre 1918     |
| U-48        | U 43 | 22 avril 1916     | † 24 novembre 1917    |
| U-49        | U 43 | 31 mai 1916       | † 11 septembre 1917   |
| U-50        | U 43 | 4 juillet 1916    | ? 31 août 1917        |
| U-51        | U 51 | 24 février 1916   | † 14 juillet 1916     |
| U-52        | U 51 | 16 mars 1916      | § 21 novembre 1918    |
| U-53 (en)   | U 51 | 22 avril 1916     | § 1er décembre 1918   |
| U-54        | U 51 | 25 mai 1916       | § 24 novembre 1918    |
| U-55        | U 51 | 8 juin 1916       | § 26 novembre 1918    |
| U-56        | U 51 | 23 juin 1916      | ? 3 novembre 1916     |
| U-57        | U 57 | 6 juillet 1916    | § 24 novembre 1918    |
| U-58        | U 57 | 9 août 1916       | † 17 novembre 1917    |
| U-59        | U 57 | 7 septembre 1916  | x 14 mai 1917         |
| U-60        | U 57 | 1er novembre 1916 | § 21 novembre 1918    |
| U-61        | U 57 | 22 juillet 1916   | † 26 mars 1918        |
| U-62        | U 57 | 2 août 1916       | § 22 novembre 1918    |
| U-63        | U 63 | 8 février 1916    | § 16 janvier 1919     |
| U-64        | U 63 | 29 février 1916   | † 17 juin 1918        |
| U-65        | U 63 | 21 mars 1916      | x 28 octobre 1918     |
| U-66        | U 66 | 23 juillet 1915   | † 3 septembre 1917    |
| U-67        | U 66 | 4 août 1915       | § 20 novembre 1918    |
| U-68        | U 66 | 17 août 1915      | † 22 mars 1916        |
| U-69        | U 66 | 4 septembre 1915  | ? 11 juillet 1917     |
| U-70        | U 66 | 22 septembre 1915 | § 20 novembre 1918    |
| U-71        | UE I | 20 décembre 1915  | § 23 février 1919     |
| U-72        | UE I | 26 janvier 1916   | x 1er novembre 1918   |
| U-73        | UE I | 9 octobre 1915    | x 30 octobre 1918     |
| U-74        | UE I | 24 novembre 1915  | x 16 mai 1916         |
| U-75        | UE I | 26 mars 1916      | † 13 décembre 1917    |
| U-76        | UE I | 11 mai 1916       | † 22 janvier 1917     |
| U-77        | UE I | 10 mars 1916      | ? 7 juillet 1916      |
| U-78        | UE I | 20 avril 1916     | † 28 octobre 1918     |
| U-79        | UE I | 25 mai 1916       | § 21 novembre 1918    |
| U-80        | UE I | 6 juin 1916       | § 16 janvier 1919     |
| U-81        | U 81 | 22 août 1916      | † 1er mai 1917        |
| U-82        | U 81 | 16 septembre 1916 | § 16 janvier 1919     |
| U-83        | U 81 | 6 septembre 1916  | † 17 septembre 1917   |
| U-84        | U 81 | 7 octobre 1916    | ? 26 janvier 1918     |
| U-85        | U 81 | 23 octobre 1916   | † 12 mars 1917        |
| U-86        | U 81 | 30 novembre 1916  | § 20 novembre 1918    |
| U-87        | U 87 | 26 février 1917   | † 25 décembre 1917    |
| U-88        | U 87 | 7 avril 1917      | ? 5 septembre 1917    |
| U-89        | U 87 | 21 juin 1917      | † 12 février 1918     |
| U-90        | U 87 | 2 août 1917       | § 20 novembre 1918    |
| U-91        | U 87 | 17 septembre 1917 | § 26 novembre 1918    |
| U-92        | U 87 | 22 octobre 1917   | ? 9 septembre 1918    |
| U-93        | U 93 | 10 février 1917   | ? 15 janvier 1918     |
| U-94        | U 93 | 3 mars 1917       | § 20 novembre 1918    |
| U-95        | U 93 | 29 avril 1917     | ? janvier 1918        |
| U-96        | U 93 | 11 avril 1917     | § 20 novembre 1918    |
| U-97        | U 93 | 16 mai 1917       | x 21 novembre 1918    |
| U-98        | U 93 | 31 mai 1917       | § 16 janvier 1919     |
| U-99        | U 57 | 28 mars 1917      | † 7 juillet 1917      |
| U-100       | U 57 | 16 avril 1917     | § 27 novembre 1918    |

- Le U-42, construit en Italie, est confisqué et sert dans la marine italienne sous le nom de Balilla. Il est coulé par deux torpilleurs austro-hongrois.

### U-101 à U-167
| Désignation | Type  | Mis en service    | Mis hors service    |
| ----------- | ----- | ----------------- | ------------------- |
| U-101       | U 57  | 1er avril 1917    | § 21 novembre 1918  |
| U-102       | U 57  | 12 mai 1917       | ? 30 septembre 1918 |
| U-103       | U 57  | 9 juin 1917       | † 12 mai 1918       |
| U-104       | U 57  | 3 juillet 1917    | † 25 avril 1918     |
| U-105       | U 93  | 16 mai 1917       | § 20 novembre 1918  |
| U-106       | U 93  | 12 juin 1917      | † 7 octobre 1917    |
| U-107       | U 93  | 28 juin 1917      | § 20 novembre 1918  |
| U-108       | U 93  | 11 octobre 1917   | § 20 novembre 1918  |
| U-109       | U 93  | 25 septembre 1917 | ? 26 janvier 1918   |
| U-110       | U 93  | 28 juillet 1917   | † 15 mars 1918      |
| U-111       | U 93  | 30 décembre 1917  | § 20 novembre 1918  |
| U-112       | U 93  | 30 juin 1918      | § 22 novembre 1918  |
| U-113       | U 93  | 23 février 1918   | § 20 novembre 1918  |
| U-114       | U 93  | 19 juin 1918      | § 26 novembre 1918  |
| U 117       | UE II | 28 mars 1918      | § 21 novembre 1918  |
| U-118       | UE II | 8 mai 1918        | § 23 février 1919   |
| U-119       | UE II | 20 juin 1918      | § 20 novembre 1918  |
| U-120       | UE II | 31 août 1918      | § 22 novembre 1918  |
| U-121       | UE II | 20 septembre 1918 | § 9 mars 1919       |
| U-122       | UE II | 4 mai 1918        | § 26 novembre 1918  |
| U-123       | UE II | 20 juillet 1918   | § 22 novembre 1918  |
| U-124       | UE II | 12 juillet 1918   | § 11 décembre 1918  |
| U-125       | UE II | 4 septembre 1918  | § 26 novembre 1918  |
| U-126       | UE II | 7 octobre 1918    | § 22 novembre 1918  |
| U-135       | U 127 | 20 juin 1918      | § 20 novembre 1918  |
| U-136       | U 127 | 15 août 1918      | § 23 février 1919   |
| U-137       | U 127 | 8 janvier 1918    | ??                  |
| U-138       | U 127 | 26 mars 1918      | ??                  |
| U-139       | U 139 | 18 mai 1918       | § 24 novembre 1918  |
| U-140       | U 139 | 28 mars 1918      | § 23 février 1919   |
| U-141       | U 139 | 24 juin 1918      | § 26 novembre 1918  |
| U-142       | U 142 | 10 novembre 1918  | R 10 novembre 1918  |
| U-151       | U 151 | 21 juillet 1917   | §                   |
| U-152       | U 151 | 17 août 1917      | § 24 novembre 1918  |
| U-153       | U 151 | 17 août 1917      | § 24 novembre 1918  |
| U-154       | U 151 | 12 décembre 1917  | † 11 mai 1918       |
| U-155       | U 151 | 19 février 1917   | § 24 novembre 1918  |
| U-156       | U 151 | 22 août 1917      | ? 25 septembre 1918 |
| U-157       | U 151 | 22 septembre 1917 | § 11 novembre 1918  |
| U-160       | U 93  | 26 mai 1918       | § 20 novembre 1918  |
| U-161       | U 93  | 29 juin 1918      | § 20 novembre 1918  |
| U-162       | U 93  | 31 juillet 1918   | § 20 novembre 1918  |
| U-163       | U 93  | 21 août 1918      | § 22 novembre 1918  |
| U-164       | U 93  | 17 octobre 1918   | § 22 novembre 1918  |
| U-165       | U 93  | 6 novembre 1918   | x 18 novembre 1918  |
| U-166       | U 93  | 21 mars 1919      | § 21 mars 1919      |
| U-167       | U 93  | 18 avril 1919     | § 18 avril 1919     |

### UA
| Désignation | Type | Mis en service | Mis hors service   |
| ----------- | ---- | -------------- | ------------------ |
| UA          | UA   | 14 août 1914   | § 24 novembre 1918 |

### US
En mai 1918 l’armée allemande s’empare de Sébastopol et d’une partie de la Flotte de la mer Noire. Quatre sous-marins de la classe Bars sont intégrés à la flotte de la mer Noire de la Kaiserliche Marine sous les désignations US-1 à US-4. Ils ne sont toutefois pas mis en service et effectuent uniquement quelques entraînements. Onze autres sous-marins russes furent capturés, sans toutefois recevoir de désignation allemande. Le 23 octobre l’Allemagne vaincue cède officiellement les sous-marins à l’Ukraine mais les forces d’intervention franco-anglaises s’en emparent le 24 novembre 1918.
| Désignation | Nom russe    | Classe |
| ----------- | ------------ | ------ |
| US-1        | Bourevestnik | Bars   |
| US-2        | Orlan        | Bars   |
| US-3        | Outka        | Bars   |
| US-4        | Gagara       | Bars   |

## U-Boote côtiers
Les sous-marins côtiers étaient de petites embarcations destinées à des opérations au large des côtes. Ils ont été désignés par un préfixe UB et numérotés jusqu'à 155.

### UB-1 à UB-100
| Désignation | Type   | Mis en service    | Mis hors service    |
| ----------- | ------ | ----------------- | ------------------- |
| UB-1        | UB I   | 29 janvier 1915   | † 9 juillet 1918    |
| UB-2        | UB I   | 20 février 1915   | R 19 février 1919   |
| UB-3        | UB I   | 14 mars 1915      | ? 23 mai 1915       |
| UB-4        | UB I   | 23 mars 1915      | † 15 août 1915      |
| UB-5        | UB I   | 25 mars 1915      | R 19 février 1919   |
| UB-6        | UB I   | 8 avril 1915      | x 18 mars 1917      |
| UB-7        | UB I   | mai 1915          | ? 27 septembre 1916 |
| UB-8        | UB I   | 23 avril 1915     | § 25 février 1919   |
| UB-9        | UB I   | 18 février 1915   | R 19 février 1919   |
| UB-10       | UB I   | 15 mars 1915      | x 5 octobre 1918    |
| UB-11       | UB I   | 4 mars 1915       | R 19 février 1919   |
| UB-12       | UB I   | 29 mars 1915      | ? Août 1918         |
| UB-13       | UB I   | 6 avril 1915      | † 24 avril 1916     |
| UB-14       | UB I   | 25 mars 1915      | § 25 novembre 1918  |
| UB-15       | UB I   | 11 avril 1915     | §                   |
| UB-16       | UB I   | 12 mai 1915       | † 10 mai 1918       |
| UB-17       | UB I   | 4 mai 1915        | ? 15 mars 1918      |
| UB-18       | UB II  | 10 décembre 1915  | † 9 décembre 1917   |
| UB-19       | UB II  | 16 décembre 1915  | † 30 novembre 1916  |
| UB-20       | UB II  | 8 février 1916    | † 28 juillet 1917   |
| UB-21       | UB II  | 18 février 1916   | § 24 novembre 1918  |
| UB-22       | UB II  | 1er mars 1916     | † janvier 1918      |
| UB-23       | UB II  | 11 mars 1916      | § 29 juillet 1917   |
| UB-24       | UB II  | 18 novembre 1915  | § 24 novembre 1918  |
| UB-25       | UB II  | 11 décembre 1915  | § 26 novembre 1918  |
| UB-26       | UB II  | 27 décembre 1915  | † 5 avril 1916      |
| UB-27       | UB II  | 23 février 1916   | † 29 juillet 1917   |
| UB-28       | UB II  | 7 janvier 1916    | § 24 novembre 1918  |
| UB-29       | UB II  | 18 janvier 1916   | † 18 décembre 1916  |
| UB-30       | UB II  | 16 mars 1916      | † 13 août 1918      |
| UB-31       | UB II  | 24 mars 1916      | † 2 mai 1918        |
| UB-32       | UB II  | 10 avril 1916     | ? 22 septembre 1917 |
| UB-33       | UB II  | 20 avril 1916     | † 11 avril 1918     |
| UB-34       | UB II  | 17 mai 1916       | §26 novembre 1918   |
| UB-35       | UB II  | 17 avril 1916     | † 26 janvier 1918   |
| UB-36       | UB II  | 22 mai 1916       | † 21 mai 1917       |
| UB-37       | UB II  | 10 juin 1916      | † 14 janvier 1917   |
| UB-38       | UB II  | 18 juillet 1916   | † 8 février 1918    |
| UB-39       | UB II  | 28 avril 1916     | ? Avril 1917        |
| UB-40       | UB II  | 18 août 1916      | x 5 octobre 1918    |
| UB-41       | UB II  | 25 août 1916      | † 5 octobre 1917    |
| UB-42       | UB II  | 23 mars 1916      | § 16 novembre 1918  |
| UB-43       | UB II  | 24 avril 1916     | § 6 novembre 1918   |
| UB-44       | UB II  | 11 mai 1916       | ? 4 août 1916       |
| UB-45       | UB II  | 26 mai 1916       | † 6 novembre 1916   |
| UB-46       | UB II  | 12 juin 1916      | † 7 décembre 1916   |
| UB-47       | UB II  | 4 juillet 1916    | § 1919              |
| UB-48       | UB III | 11 juin 1917      | x 28 octobre 1918   |
| UB-49       | UB III | 28 juin 1917      | § 16 janvier 1919   |
| UB-50       | UB III | 12 juillet 1917   | § 16 janvier 1919   |
| UB-51       | UB III | 26 juillet 1917   | § 16 janvier 1919   |
| UB-52       | UB III | 9 août 1917       | † 23 mai 1918       |
| UB-53       | UB III | 21 août 1917      | † 3 août 1918       |
| UB-54       | UB III | 12 juin 1917      | ? 1er mars 1918     |
| UB-55       | UB III | 1er juillet 1917  | † 22 avril 1918     |
| UB-56       | UB III | 19 juillet 1917   | † 19 décembre 1917  |
| UB-57       | UB III | 30 juillet 1917   | † 14 août 1918      |
| UB-58       | UB III | 10 août 1917      | † 10 mars 1918      |
| UB-59       | UB III | 25 août 1917      | x 5 octobre 1918    |
| UB-60       | UB III | 6 juin 1917       | § 26 novembre 1918  |
| UB-61       | UB III | 23 juin 1917      | † 29 novembre 1917  |
| UB-62       | UB III | 9 juillet 1917    | § 21 novembre 1918  |
| UB-63       | UB III | 23 juillet 1917   | ? 14 janvier 1918   |
| UB-64       | UB III | 5 août 1917       | § 21 novembre 1918  |
| UB-65       | UB III | 18 août 1917      | ? 14 juillet 1918   |
| UB-66       | UB III | 1er août 1917     | ? 18 janvier 1918   |
| UB-67       | UB III | 23 août 1917      | § 24 novembre 1918  |
| UB-68       | UB III | 4 juillet 1917    | † 4 octobre 1918    |
| UB-69       | UB III | 12 décembre 1917  | † 9 janvier 1918    |
| UB-70       | UB III | 29 octobre 1917   | † 8 mai 1918        |
| UB-71       | UB III | 23 novembre 1917  | † 21 avril 1918     |
| UB-72       | UB III | 9 novembre 1917   | † 12 mai 1918       |
| UB-73       | UB III | 2 octobre 1917    | § 21 novembre 1918  |
| UB-74       | UB III | 24 octobre 1917   | † 26 mai 1918       |
| UB-75       | UB III | 11 septembre 1917 | ? Décembre 1917     |
| UB-76       | UB III | 23 septembre 1917 | § 12 février 1919   |
| UB-77       | UB III | 2 octobre 1917    | § 16 janvier 1919   |
| UB-78       | UB III | 20 octobre 1917   | † 19 avril 1918     |
| UB-79       | UB III | 27 octobre 1917   | § 26 novembre 1918  |
| UB-80       | UB III | 14 février 1918   | § 26 novembre 1918  |
| UB-10       | UB III | 18 septembre 1917 | † 2 décembre 1917   |
| UB-82       | UB III | 2 octobre 1917    | † 17 avril 1918     |
| UB-83       | UB III | 15 octobre 1917   | † 10 septembre 1918 |
| UB-84       | UB III | 31 octobre 1917   | § 26 novembre 1918  |
| UB-85       | UB III | 24 novembre 1917  | † 30 avril 1918     |
| UB-86       | UB III | 10 novembre 1917  | § 24 novembre 1918  |
| UB-87       | UB III | 27 décembre 1917  | § 20 novembre 1918  |
| UB-88       | UB III | 26 janvier 1918   | § 26 novembre 1918  |
| UB-89       | UB III | 25 février 1918   | § 30 octobre 1918   |
| UB-90       | UB III | 21 mars 1918      | † 16 octobre 1918   |
| UB-91       | UB III | 11 avril 1918     | § 21 novembre 1918  |
| UB-92       | UB III | 27 avril 1918     | § 21 novembre 1918  |
| UB-93       | UB III | 15 mai 1918       | § 21 novembre 1918  |
| UB-94       | UB III | 1er juin 1918     | § 22 novembre 1918  |
| UB-95       | UB III | 20 juin 1918      | § 21 novembre 1918  |
| UB-96       | UB III | 2 juillet 1918    | § 21 novembre 1918  |
| UB-97       | UB III | 26 juillet 1918   | § 21 novembre 1918  |
| UB-98       | UB III | 8 août 1918       | § 21 novembre 1918  |
| UB-99       | UB III | 4 septembre 1918  | § 26 novembre 1918  |
| UB-100      | UB III | 17 septembre 1918 | § 22 octobre 1918   |

### UB-101 à UB-155
| Désignation | Type   | Mis en service    | Mis hors service    |
| ----------- | ------ | ----------------- | ------------------- |
| UB-101      | UB III | 30 octobre 1918   | § 26 novembre 1918  |
| UB-102      | UB III | 17 octobre 1918   | § 22 novembre 1918  |
| UB-103      | UB III | 5 décembre 1917   | † 14 août 1918      |
| UB-104      | UB III | 15 mars 1918      | ? 21 septembre 1918 |
| UB-105      | UB III | 5 janvier 1918    | § 16 janvier 1919   |
| UB-106      | UB III | 7 février 1918    | § 26 novembre 1918  |
| UB-107      | UB III | 16 février 1918   | ? 28 juillet 1918   |
| UB-108      | UB III | 1er mars 1918     | ? Juillet 1918      |
| UB-109      | UB III | 31 décembre 1917  | † 29 août 1918      |
| UB-110      | UB III | 23 mars 1918      | † 19 juillet 1918   |
| UB-111      | UB III | 5 avril 1918      | § 21 novembre 1918  |
| UB-112      | UB III | 16 avril 1918     | § 26 novembre 1918  |
| UB-113      | UB III | 25 avril 1918     | ? 14 septembre 1918 |
| UB-114      | UB III | 4 mai 1918        | § 26 novembre 1918  |
| UB-115      | UB III | 28 mai 1918       | † 29 septembre 1918 |
| UB-116      | UB III | 24 mai 1918       | † 28 octobre 1918   |
| UB-117      | UB III | 6 juin 1918       | § 26 novembre 1918  |
| UB-118      | UB III | 22 janvier 1918   | § 20 novembre 1918  |
| UB-119      | UB III | 9 février 1918    | † 5 mai 1918        |
| UB-120      | UB III | 23 mars 1918      | § 24 novembre 1918  |
| UB-121      | UB III | 10 février 1918   | § 20 novembre 1918  |
| UB-122      | UB III | 4 mars 1918       | § 24 novembre 1918  |
| UB-123      | UB III | 6 avril 1918      | ? 19 octobre 1918   |
| UB-124      | UB III | 22 avril 1918     | † 20 juillet 1918   |
| UB-125      | UB III | 18 mai 1918       | § 20 novembre 1918  |
| UB-126      | UB III | 20 avril 1918     | § 26 novembre 1918  |
| UB-127      | UB III | 1er juin 1918     | ? 9 septembre 1918  |
| UB-128      | UB III | 11 mai 1918       | § 3 février 1919    |
| UB-129      | UB III | 11 juin 1918      | x 30 octobre 1918   |
| UB-130      | UB III | 28 juin 1918      | § 26 novembre 1918  |
| UB-131      | UB III | 4 juillet 1918    | § 24 novembre 1918  |
| UB-132      | UB III | 25 juillet 1918   | § 21 novembre 1918  |
| UB-142      | UB III | 31 août 1918      | § 22 novembre 1918  |
| UB-143      | UB III | 3 octobre 1918    | § 13 novembre 1918  |
| UB-144      | UB III | 27 mars 1919      | § 27 mars 1919      |
| UB-145      | UB III | 27 mars 1919      | § 27 mars 1919      |
| UB-148      | UB III | 19 septembre 1918 | § 13 novembre 1918  |
| UB-149      | UB III | 22 octobre 1918   | § 22 novembre 1918  |
| UB-150      | UB III | 27 mars 1919      | § 20 avril 1919     |
| UB-154      | UB III | 9 mars 1919       | § 9 mars 1919       |
| UB-155      | UB III | 9 mars 1919       | § 9 mars 1919       |

## U-Boote mouilleurs de mines UC
Les U-Boote UC étaient destinés aux mouillage de mines, à miner les ports et les approches ennemies. Ils sont numérotés de 1 à 105.
Il y en eut trois classes : UC I, UC II, UC III. Le type UC I était un petit submersible côtier, transportable sur wagon de chemin de fer. Il contenait douze mines dans six puits. Le type UC II contenait dix-huit mines et était apte aux croisières océaniques. Le type UC III est une amélioration du précédent. Trente-neuf navires de ce dernier type furent commandés, mais seuls quinze furent achevés avant la fin du conflit.

### UC-1 à UC-105
| Désignation | Type   | Mis en service    | Mis hors service    |
| ----------- | ------ | ----------------- | ------------------- |
| UC-1        | UC I   | 5 juillet 1915    | ? 19 juillet 1917   |
| UC-2        | UC I   | 17 mai 1915       | × 30 juin 1915      |
| UC-3        | UC I   | 1er juin 1915     | ? 27 mai 1916       |
| UC-4        | UC I   | 10 juin 1915      | ×5 octobre 1918     |
| UC-5        | UC I   | 19 juin 1915      | § 27 avril 1916     |
| UC-6        | UC I   | 24 juin 1915      | † 27 septembre 1917 |
| UC-7        | UC I   | 9 juillet 1915    | ? 5 juillet 1916    |
| UC-8        | UC I   | 5 juillet 1915    | × 4 novembre 1915   |
| UC-9        | UC I   | 15 juillet 1915   | ? 20 octobre 1915   |
| UC-10       | UC I   | 17 juillet 1915   | † 21 août 1916      |
| UC-11       | UC II  | 23 avril 1915     | † 26 juin 1918      |
| UC-12       | UC II  | 2 mai 1915        | × 16 mars 1916      |
| UC-13       | UC II  | 15 mai 1915       | × 29 novembre 1915  |
| UC-14       | UC II  | 5 juin 1915       | † 3 octobre 1917    |
| UC-15       | UC II  | 28 juin 1915      | ? 30 novembre 1916  |
| UC-16       | UC II  | 26 juin 1915      | ? (4.) octobre 1917 |
| UC-17       | UC II  | 21 juillet 1916   | § 26 novembre 1918  |
| UC-18       | UC II  | 15 août 1916      | † 19 février 1917   |
| UC-19       | UC II  | 22 août 1916      | †6 décembre 1916    |
| UC-20       | UC II  | 7 septembre 1916  | § 16 janvier 1919   |
| UC-21       | UC II  | 12 septembre 1916 | ? 30 septembre 1917 |
| UC-22       | UC II  | 30 juin 1916      | § 3 février 1919    |
| UC-23       | UC II  | 17 juillet 1916   | § 25 novembre 1918  |
| UC-24       | UC II  | 15 août 1916      | † 24 mai 1917       |
| UC-25       | UC II  | 28 juin 1916      | § 28 octobre 1918   |
| UC-26       | UC II  | 18 juillet 1917   | † 8 mai 1917        |
| UC-27       | UC II  | 25 juillet 1916   | § 3 février 1919    |
| UC-28       | UC II  | 6 août 1916       | § 12 février 1919   |
| UC-29       | UC II  | 15 août 1916      | † 7 juin 1917       |
| UC-30       | UC II  | 22 août 1916      | ? 21 avril 1917     |
| UC-31       | UC II  | 2 septembre 1916  | § 26 novembre 1918  |
| UC-32       | UC II  | 13 septembre 1916 | × 23 février 1917   |
| UC-33       | UC II  | 25 septembre 1916 | † 26 septembre 1917 |
| UC-34       | UC II  | 25 septembre 1916 | § 30 octobre 1918   |
| UC-35       | UC II  | 2 octobre 1916    | † 17 mai 1918       |
| UC-36       | UC II  | 3 novembre 1916   | ? 19 mai 1917       |
| UC-37       | UC II  | 17 octobre 1916   | § 25 novembre 1918  |
| UC-38       | UC II  | 19 octobre 1916   | † 14 décembre 1917  |
| UC-39       | UC II  | 29 octobre 1916   | † 8 février 1917    |
| UC-40       | UC II  | 1er octobre 1916  | § 11 novembre 1918  |
| UC-41       | UC II  | 11 octobre 1916   | × 21 août 1917      |
| UC-42       | UC II  | 18 novembre 1916  | × 10 septembre 1917 |
| UC-43       | UC II  | 25 octobre 1916   | † 10 mars 1917      |
| UC-44       | UC II  | 4 novembre 1916   | † 4 août 1917       |
| UC-45       | UC II  | 15 septembre 1916 | × 17 septembre 1917 |
| UC-46       | UC II  | 15 septembre 1916 | † 8 février 1917    |
| UC-47       | UC II  | 13 octobre 1916   | † 18 novembre 1917  |
| UC-48       | UC II  | 6 novembre 1916   | § 23 mars 1918      |
| UC-49       | UC II  | 2 décembre 1916   | † 8 août 1918       |
| UC-50       | UC II  | 21 décembre 1916  | ? 7 janvier 1918    |
| UC-51       | UC II  | 6 janvier 1917    | † 17 novembre 1917  |
| UC-52       | UC II  | 15 mars 1917      | § 16 janvier 1919   |
| UC-53       | UC II  | 5 avril 1917      | § 28 octobre 1918   |
| UC-54       | UC II  | 10 mai 1917       | § 28 octobre 1918   |
| UC-55       | UC II  | 15 novembre 1916  | × 29 septembre 1917 |
| UC-56       | UC II  | 18 décembre 1916  | § 24 mai 1918       |
| UC-57       | UC II  | 22 janvier 1917   | ? Mi-novembre 1917  |
| UC-58       | UC II  | 18 mars 1916      | § 24 novembre 1918  |
| UC-59       | UC II  | 12 mai 1917       | § 21 novembre 1918  |
| UC-60       | UC II  | 25 juin 1917      | § 23 février 1919   |
| UC-61       | UC II  | 13 décembre 1916  | × 26 juillet 1917   |
| UC-62       | UC II  | 8 janvier 1917    | (?) 14 octobre 1917 |
| UC-63       | UC II  | 30 janvier 1917   | † 1er novembre 1917 |
| UC-64       | UC II  | 22 février 1917   | † 20 juin 1918      |
| UC-65       | UC II  | 10 novembre 1916  | † 3 novembre 1917   |
| UC-66       | UC II  | 14 novembre 1916  | † 12 juin 1917      |
| UC-67       | UC II  | 10 décembre 1916  | § 16 janvier 1919   |
| UC-68       | UC II  | 17 décembre 1916  | × 13 mars 1917      |
| UC-69       | UC II  | 22 décembre 1916  | × 6 décembre 1917   |
| UC-70       | UC II  | 20 novembre 1916  | † 28 août 1918      |
| UC-71       | UC II  | 28 novembre 1916  | § 11 novembre 1918  |
| UC-72       | UC II  | 5 décembre 1916   | ? 20 août 1917      |
| UC-73       | UC II  | 24 décembre 1916  | § 6 janvier 1919    |
| UC-74       | UC II  | 26 novembre 1916  | §21 novembre 1918   |
| UC-75       | UC II  | 6 décembre 1916   | †31 mai 1918        |
| UC-76       | UC II  | 17 décembre 1916  | §1er décembre 1918  |
| UC-77       | UC II  | 29 décembre 1916  | ? juillet 1918      |
| UC-78       | UC II  | 10 janvier 1917   | † 9 mai 1918        |
| UC-79       | UC II  | 22 janvier 1917   | † 19 avril 1918     |
| UC-90       | UC III | 15 juillet 1918   | § 1er décembre 1918 |
| UC-91       | UC III | 31 juillet 1918   | × 5 septembre 1918  |
| UC-92       | UC III | 14 août 1918      | §24 novembre 1918   |
| UC-93       | UC III | 22 août 1918      | §26 novembre 1918   |
| UC-94       | UC III | 31 août 1918      | §26 novembre 1918   |
| UC-95       | UC III | 16 septembre 1918 | § 22 novembre 1918  |
| UC-96       | UC III | 25 septembre 1918 | §24 novembre 1918   |
| UC-97       | UC III | 3 septembre 1918  | § 22 novembre 1918  |
| UC-98       | UC III | 10 septembre 1918 | §24 novembre 1918   |
| UC-99       | UC III | 20 septembre 1918 | § 22 novembre 1918  |
| UC-100      | UC III | 30 septembre 1918 | §22 novembre 1918   |
| UC-101      | UC III | 8 octobre 1918    | §24 novembre 1918   |
| UC-102      | UC III | 14 octobre 1918   | §22 novembre 1918   |
| UC-103      | UC III | 21 octobre 1918   | §22 novembre 1918   |
| UC-104      | UC III | 18 octobre 1918   | §24 novembre 1918   |
| UC-105      | UC III | 28 octobre 1918   | § 22 novembre 1918  |